# Kaloula

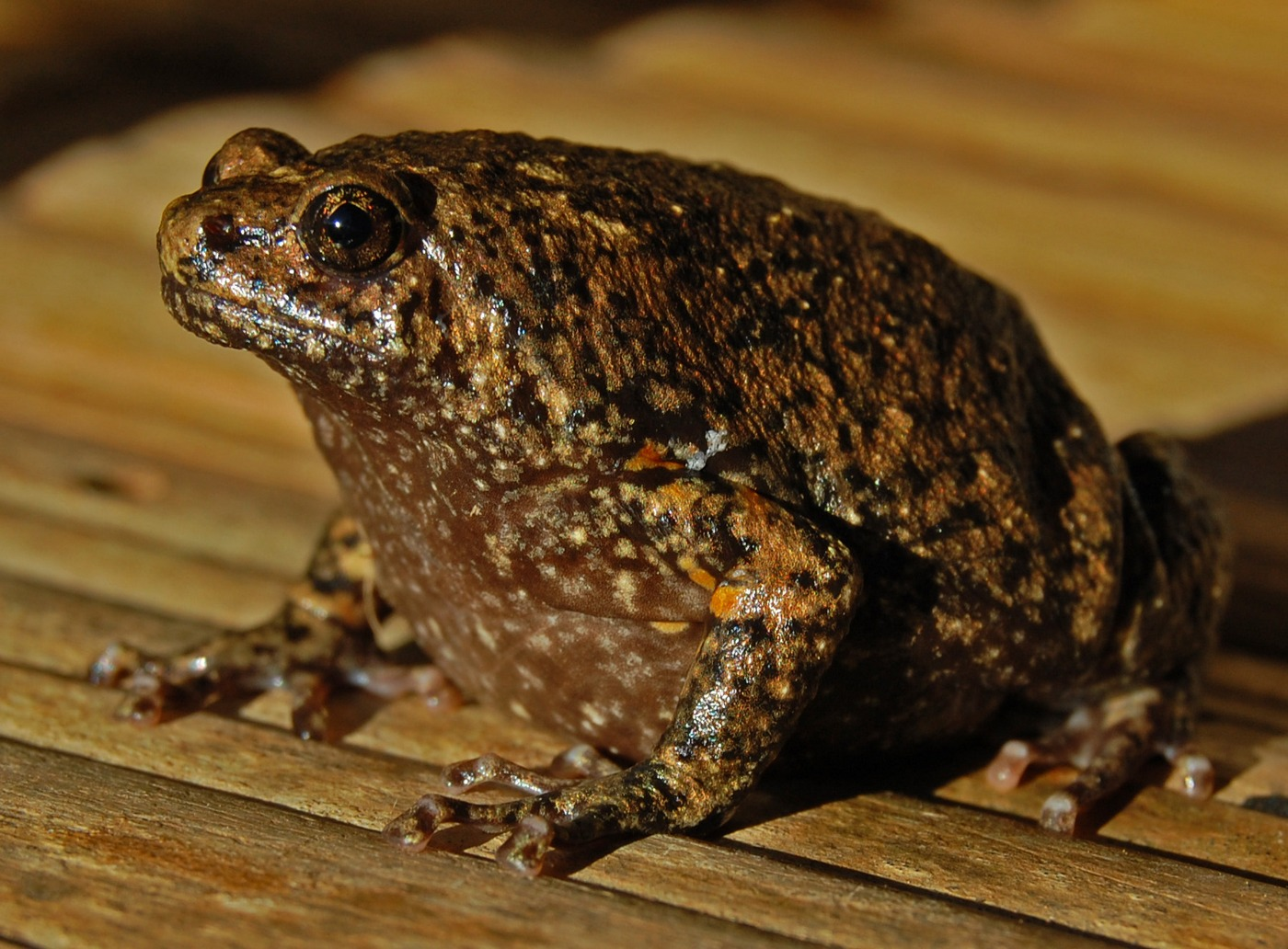
Kaloula baleata

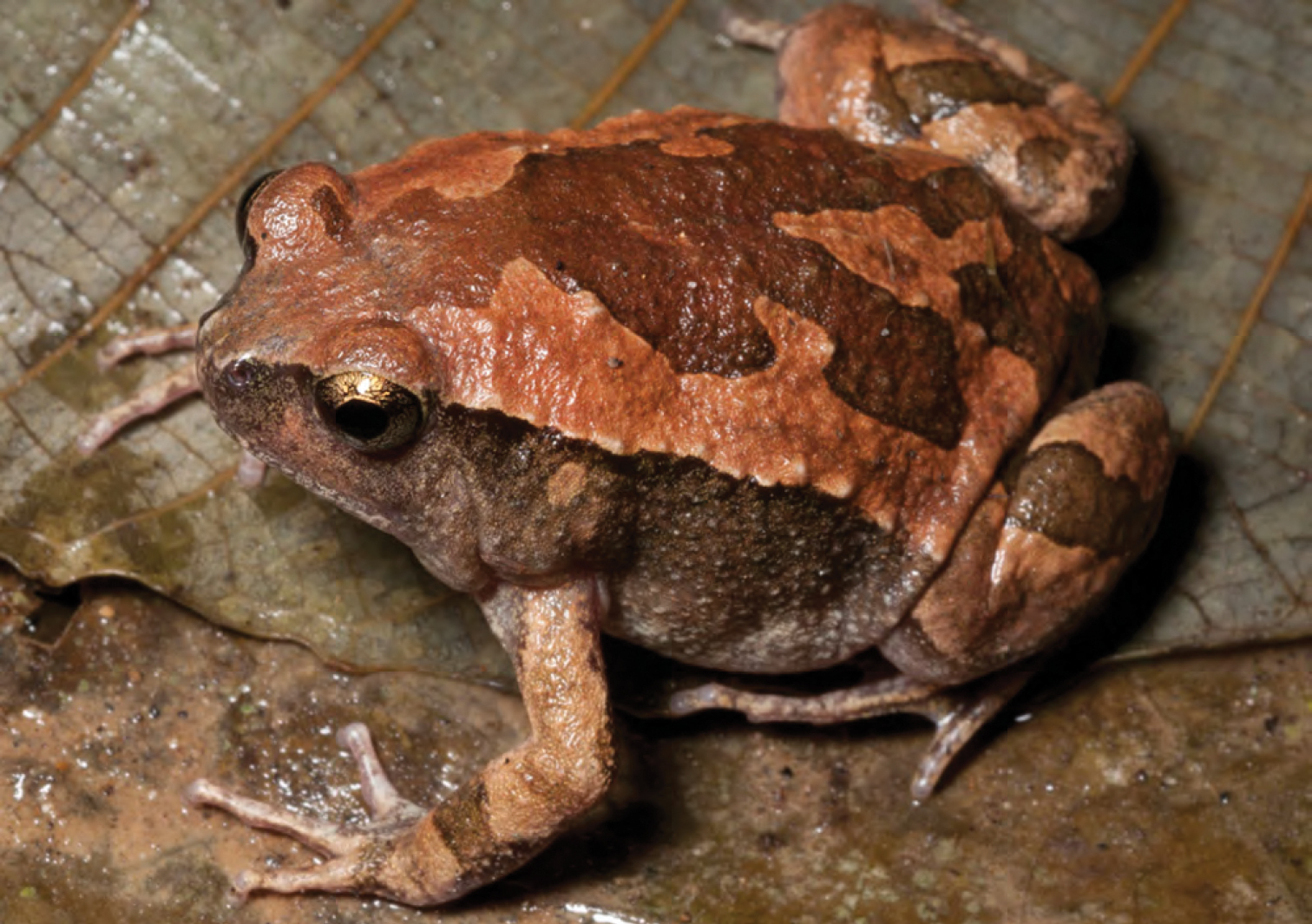
Kaloula picta

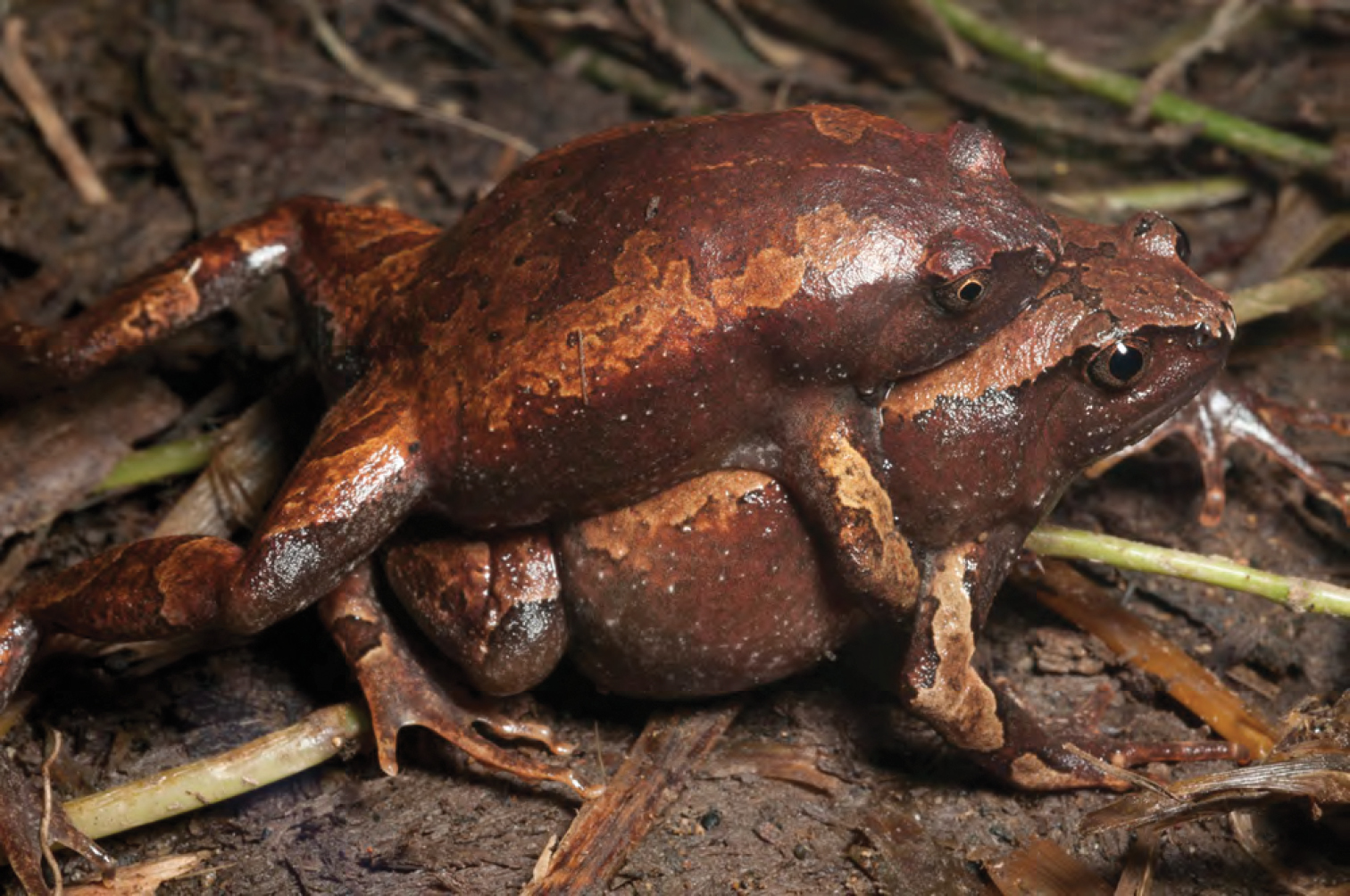
Männchen und Weibchen von Kaloula rigida in Amplexus

Kaloula ist eine Froschgattung aus der Unterfamilie der Echten Engmaulfrösche in der Familie der Engmaulfrösche.

## Beschreibung
Die Pupillen sind rundlich, der vertikale Durchmesser kann den horizontalen aber gelegentlich übertreffen. Die Zunge ist länglich, ganzrandig und hinten frei abhebbar. Die Gaumenknochen bilden zwei scharfe und zuweilen bezahnte Querleisten hinter den Choanen. Vor dem Schlund sind zwei häutige und mehr oder weniger gezähnelte Querfalten vorhanden. Das Trommelfell ist unsichtbar. Die Finger sind meistens frei. Die Zehen sind frei oder durch Schwimmhäute verbunden. Diese greifen aber nicht zwischen die Metatarsen der 4. und 5. Zehe ein. Die Finger- und Zehenspitzen sind mehr oder weniger stark verbreitert und besitzen dreieckige oder T-förmige knöcherne Endphalangen. Die Praecoracoide und das Omosternum fehlen. Das Sternum ist knorpelig. Die Querfortsätze des Sacralwirbels sind mäßig stark verbreitert.

## Vorkommen
Die Gattung kommt von Korea und dem nördlichen China bis zu den Kleinen Sundainseln und den Philippinen vor sowie in Bangladesch, Indien und Sri Lanka, möglicherweise auch in Nepal.

## Systematik
Die Gattung Kaloula wurde 1831 von John Edward Gray erstbeschrieben. Sie umfasst 20 Arten:
Stand: 14. Dezember 2024
- Kaloula assamensis Das, Sengupta, Ahmed & Dutta, 2005
- Kaloula aureata Nutaphand, 1989
- Kaloula baleata (Müller, 1836)
- Kaloula borealis (Barbour, 1908)
- Kaloula conjuncta (Peters, 1863)
- Kaloula discordia Poyarkov, Gorin, Bragin & Nguyen, 2024[3]
- Kaloula ghoshi Cherchi, 1954
- Kaloula indochinensis Chan, Blackburn, Murphy, Stuart, Emmett, Ho & Brown, 2013
- Kaloula kalingensis Taylor, 1922
- Kaloula kokacii Ross & Gonzales, 1992
- Kaloula laosensis Poyarkov, Orlov, Gorin & Milto, 2024[3]
- Kaloula latidisca Chan, Grismer & Brown, 2014
- Kaloula mediolineata Smith, 1917
- Kaloula meridionalis Inger, 1954
- Kaloula nonggangensis Mo, Zhang, Zhou, Chen, Tang, Meng & Chen, 2013
- Kaloula picta (Duméril & Bibron, 1841)
- Kaloula pulchra Gray, 1831
- Kaloula rigida Taylor, 1922
- Kaloula rugifera Stejneger, 1924
- Kaloula verrucosa Boulenger, 1904
- Kaloula walteri Diesmos, Brown & Alcala, 2002

Kaloula taprobanica Parker, 1934 wurde in die Gattung Uperodon gestellt und heißt nun Uperodon taprobanicus. Ebenso wurde mit Kaloula assamensis Das, Sengupta, Ahmed & Dutta, 2005 verfahren, der Frosch heißt nun Uperodon assamensis